# جون دبليو. كوسي
جون دبليو. كوسي هو محامي وسياسي أمريكي، ولد في 19 سبتمبر 1841 في ميلفورد في الولايات المتحدة، وتوفي بنفس المكان في 1 أكتوبر 1908. نشط حزبياً في الحزب الديمقراطي. وقد انتخب عضو مجلس ولاية ديلاوير ‏ وانتخب عضو مجلس النواب الأمريكي.